# Wapiti de Roosevelt
Cervus canadensis roosevelti
Pour les articles homonymes, voir Roosevelt.
Sous-espèce
Statut de conservation UICN

 LC  : Préoccupation mineure
Le wapiti de Roosevelt, wapiti canadien ou wapiti Olympique (Cervus canadensis roosevelti) est un mammifère herbivore de la famille des cervidés. C'est une sous-espèce du wapiti (Cervus canadensis). Son aire de répartition s'étend sur certaines parties de l'Amérique du Nord[Lesquelles ?] et en Sibérie. Il porte le nom du Président des États-Unis Théodore Roosevelt qui créa en 1909 ce qui deviendra le parc national d'Olympic qui avait pour vocation la protection des Wapitis. Il était autrefois considéré comme une sous-espèce du cerf élaphe, ce qui explique qu'il est parfois appelé cerf de Roosevelt.

## Description
Les adultes mesurent entre 1,8 et 3 m de long et mesurent de 0,75 à 1,5 m au garrot. Les individus mâles adultes pèsent généralement entre 300 et 500 kg, tandis que les femelles adultes pèsent entre 260 et 285 kg. Certains mâles adultes de Raspberry Island (en) en Alaska pesait près de 600 kg.  

## Alimentation
De la fin du printemps au début de l'automne, les wapitis de Roosevelt se nourrissent de plantes herbacées , comme les graminées et les carex. Pendant les mois d'hiver, ils se nourrissent de plantes ligneuses, y compris la canneberge , le sureau , le club du diable et les semis nouvellement plantés (Douglas taxifolié et cèdre rouge de l'Ouest). Les wapitis de Roosevelt sont également connus pour manger des myrtilles , des champignons , des lichens et des ronces remarquables .

## Référence
- (en) Cet article est partiellement ou en totalité issu de l’article de Wikipédia en anglais intitulé « Roosevelt elk » (voir la liste des auteurs).

Merriam, 1897 : Roosevelt's Wapiti–Cervus Roosevelti, a New Elk from the Olympics. Proceedings of the Biological Society of Washington 11 p. 272.